# Maria Immaculata (Bad Weißenstadt)

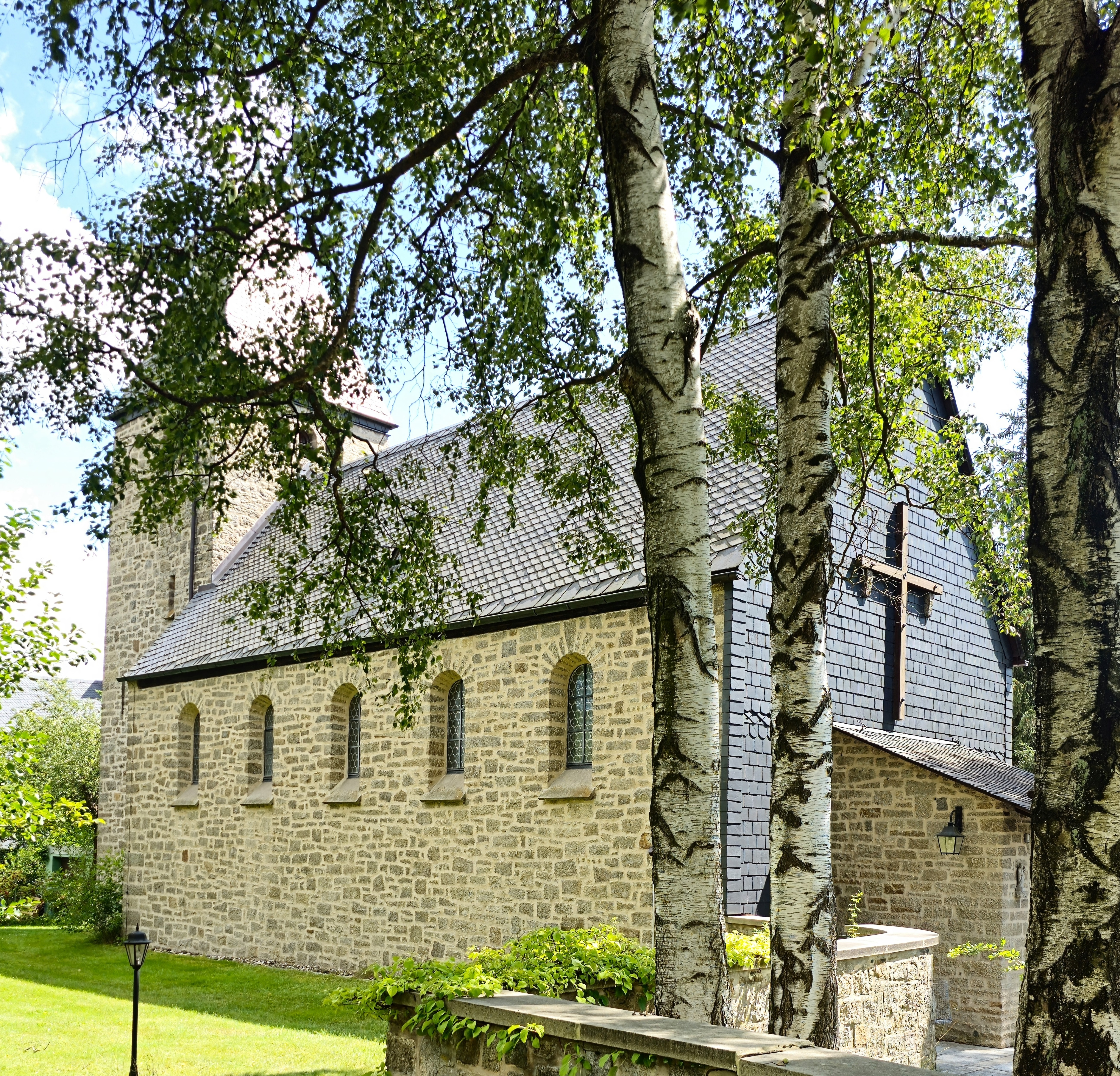
Kirche Maria Immaculata in Bad Weißenstadt

Die Kirche Maria Immaculata, auch Marienkirche genannt, ist die Pfarrkirche der römisch-katholischen Pfarrei Bad Weißenstadt im oberfränkischen Landkreis Wunsiedel im Fichtelgebirge. Sie liegt an der Kreuzung Goethestraße/An der Marienkirche (An der Marienkirche 3).

## Geschichte
Erbaut wurde die Kirche in den Jahren 1934 bis 1936 unter dem Architekten Georg Berlinger. Sie löste den zu klein gewordenen Betsaal von 1912 im Haus des Baumeisters Emil Peruzzi (heute Gartenstraße 63) ab. Hierfür wurde 1924 ein Kirchenbauverein gegründet. Die Einweihung erfolgte am 29. und 30. August 1936. Sie ist das erste katholische Kirchengebäude der Stadt, nachdem Weißenstadt im 16. Jahrhundert der Reformation anheimgefallen ist und seitdem bis Ende des 19. Jahrhunderts jegliches katholische Leben erloschen war.
Die die heutige Gestalt des Innenraums prägenden Umbauten erfolgten nach dem zweiten Vatikanischen Konzil nach dem damaligen Zeitgeschmack, wobei Kommunionbank und Kanzel endgültig entfernt wurden. Der Einbau der Westempore erfolgte mit der Beschaffung der heutigen Orgel im Jahre 1970, dabei wurde auch der heutige Vorraum am Kirchenportal gebaut. 2005 wurde der Sakralbau nochmals umfassend renoviert und umgestaltet.

## Baubeschreibung

### Außenbau
Bei der Kirche handelt es sich um einen Saalbau aus Bruchsteinmauerwerk mit Satteldach, dazu ein Chorturm mit Zeltdach. Die Kirche ist geostet. Sie greift in ihrer schlichten Gestaltung neoromanische Stilelemente auf und erinnert noch an eine Wehrkirche. Seitlich an die Kirche ist die Sakristei und eine Mesnerwohnung angebaut.

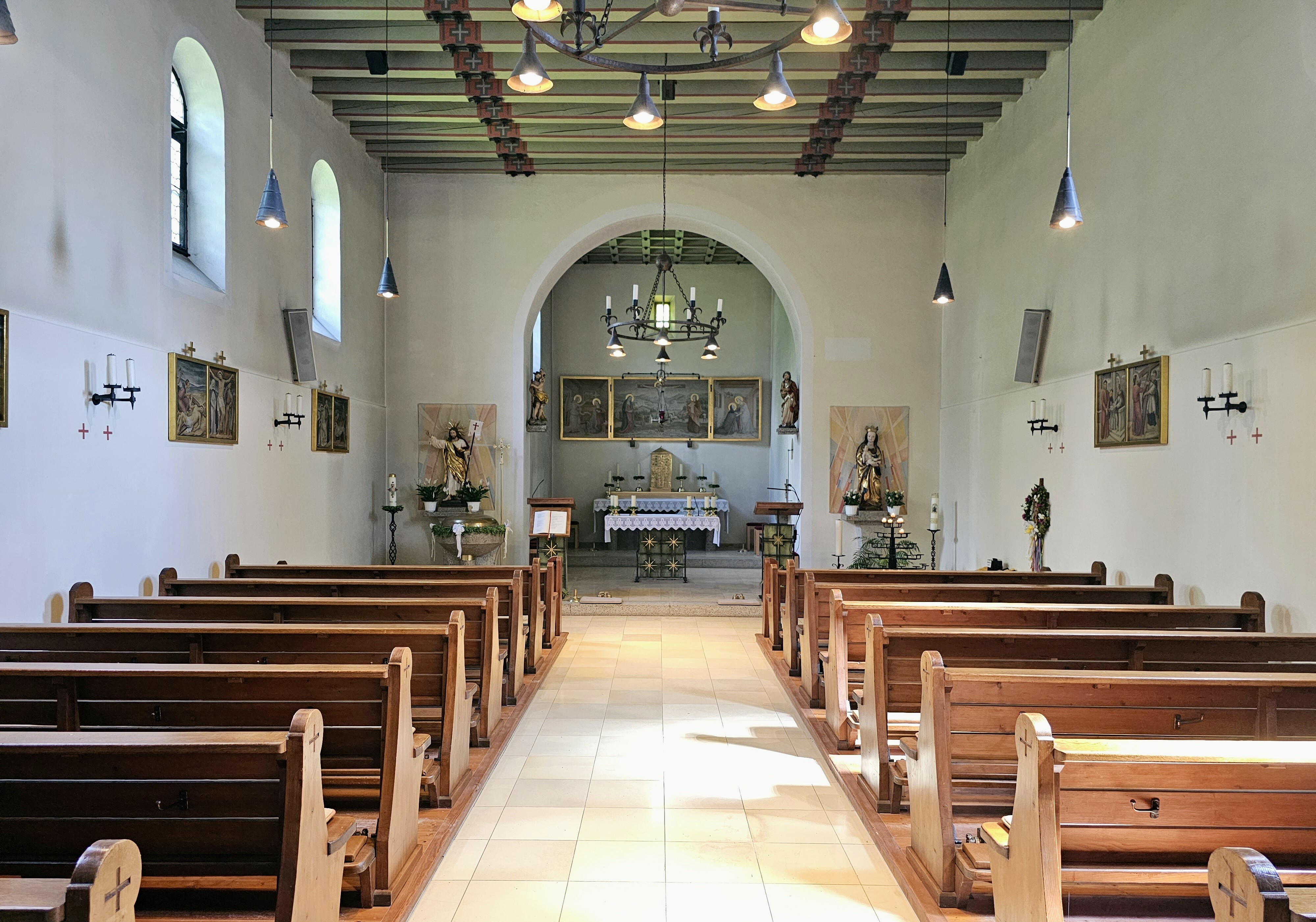
Innenraum der Marienkirche

### Innenraum
Das Erdgeschoss des Turms bildet Chorraum, der sich durch einen hohen, neoromanischen Bogen zum Kirchenschiff öffnet. Das Schiff selbst ist eine quaderförmige Halle. Im Westen befindet sich eine Empore für Orgel und Musiker. Den oberen Abschluss des Chorraums bildet eine schlichte, bemalte Kassettendecke aus Holz mit schmiedeeisernen Applikationen; über dem Kirchenschiff ist eine Balkendecke im gleichen Stil.

## Ausstattung

### Altarraum
Im Zentrum des Chorraumes steht ein steinerner Hochaltar, dessen Altarplatte von zwei Granitsäulen getragen wird. Der Altar trägt einen zweiflügeligen neoromanischen Tabernakel aus Messing. Über dem Altar hängt, an der Ostwand befestigt, ein Triptychon, das in der Mitte die Kreuzigung Jesu mit Maria und Johannes unter Kreuz zeigt; auf dem linken Flügel befindet sich die Szene Mariä Verkündigung, auf dem rechten Mariä Heimsuchung. Geschaffen wurde es kurz nach dem Bau der Kirche von Max Rauh (1888–1961) aus München nach Entwürfen von Franz Doll, ebenfalls aus München.
In der Mitte des Altarraums befindet sich seit der Zeit nach der Liturgiereform des Zweiten Vatikanischen Konzils i. d. R. ein neuerer beweglicher Zelebrationsaltar mit einer schmiedeeisernen Unterkonstruktion. Davor, jeweils links und rechts, stehen (für die kleine Größe der Kirche ungewöhnlich) zwei Ambonen, deren Gestaltung sich stark an den beweglichen Zelebrationsaltar anlehnt.

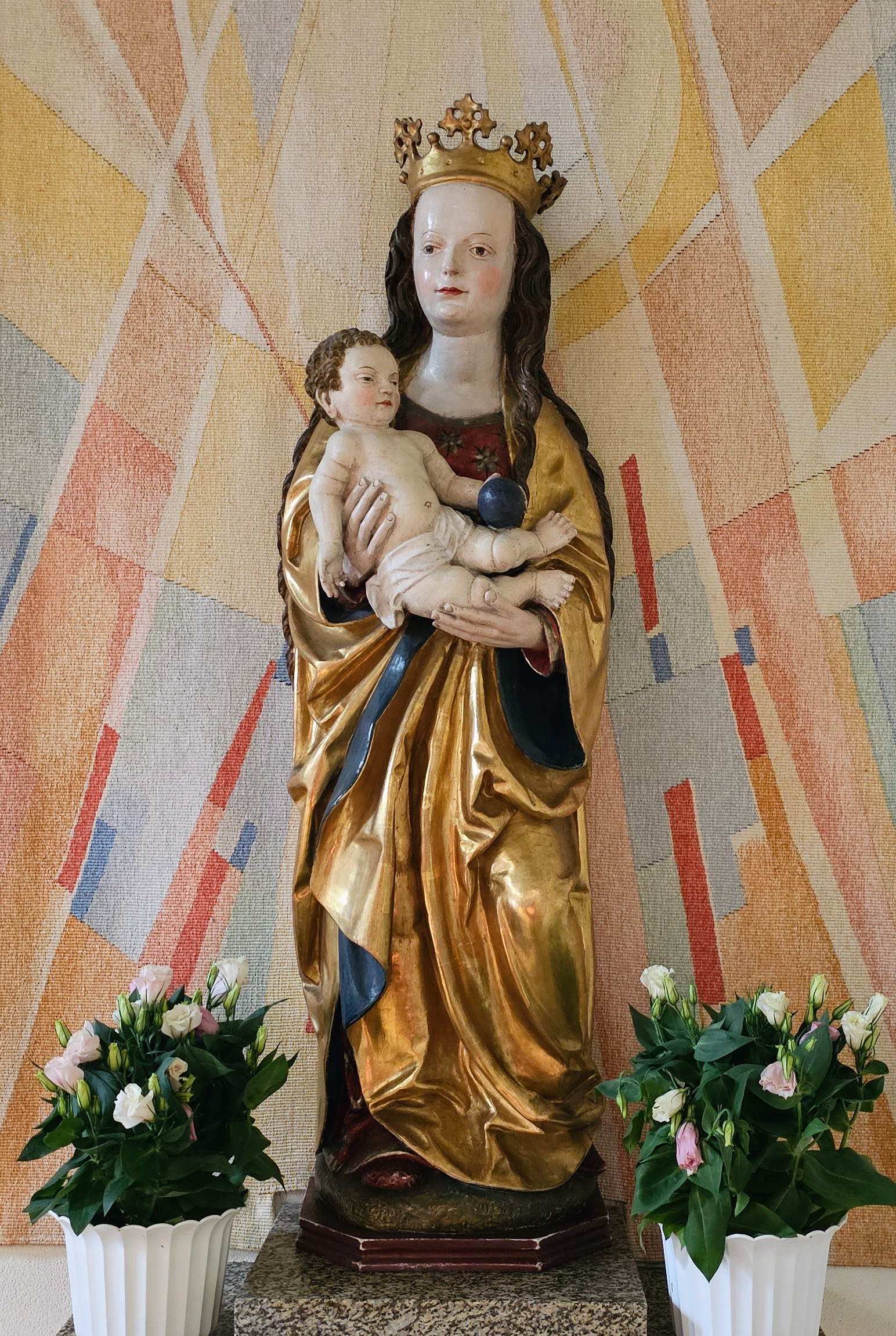
Madonnenfigur, vermutlich aus dem 15. Jahrhundert

### Kirchenschiff
Vorne links vom Altarraum befindet sich das freistehende Taufbecken (die halbrunde Form ist dadurch begründet, dass es bis zur Umgestaltung 2005 an der linken Wand des Chorbogens stand), dahinter an der Wand eine Statue aus Holz, welche den auferstandenen Christus darstellt, sie wurde 2005 angefertigt. Gegenüber, rechts vom Altarraum, befindet sich eine Marienfigur aus Holz, deren Entstehungszeit auf das späte 15. Jahrhundert geschätzt wird. Dieser wertvollste Ausstattungsgegenstand wurde 1937 Pfarrer Fuß von Marktleuthen vom Wunsiedler Pfarrer Georg Hiegl für die neuerbaute Weißenstädter Kirche geschenkt. Dieser wiederum hatte die Figur aus dem Nachlass des Pfarrers Meuten von Mettenbach bei Landshut erhalten.
Das Kirchengestühl befindet sich, (seit 2005) auf zwei Blöcke aufgeteilt, links und rechts an die Seitenwände das Kirchenschiffes gerückt und bildet einen Mittelgang.

## Orgel

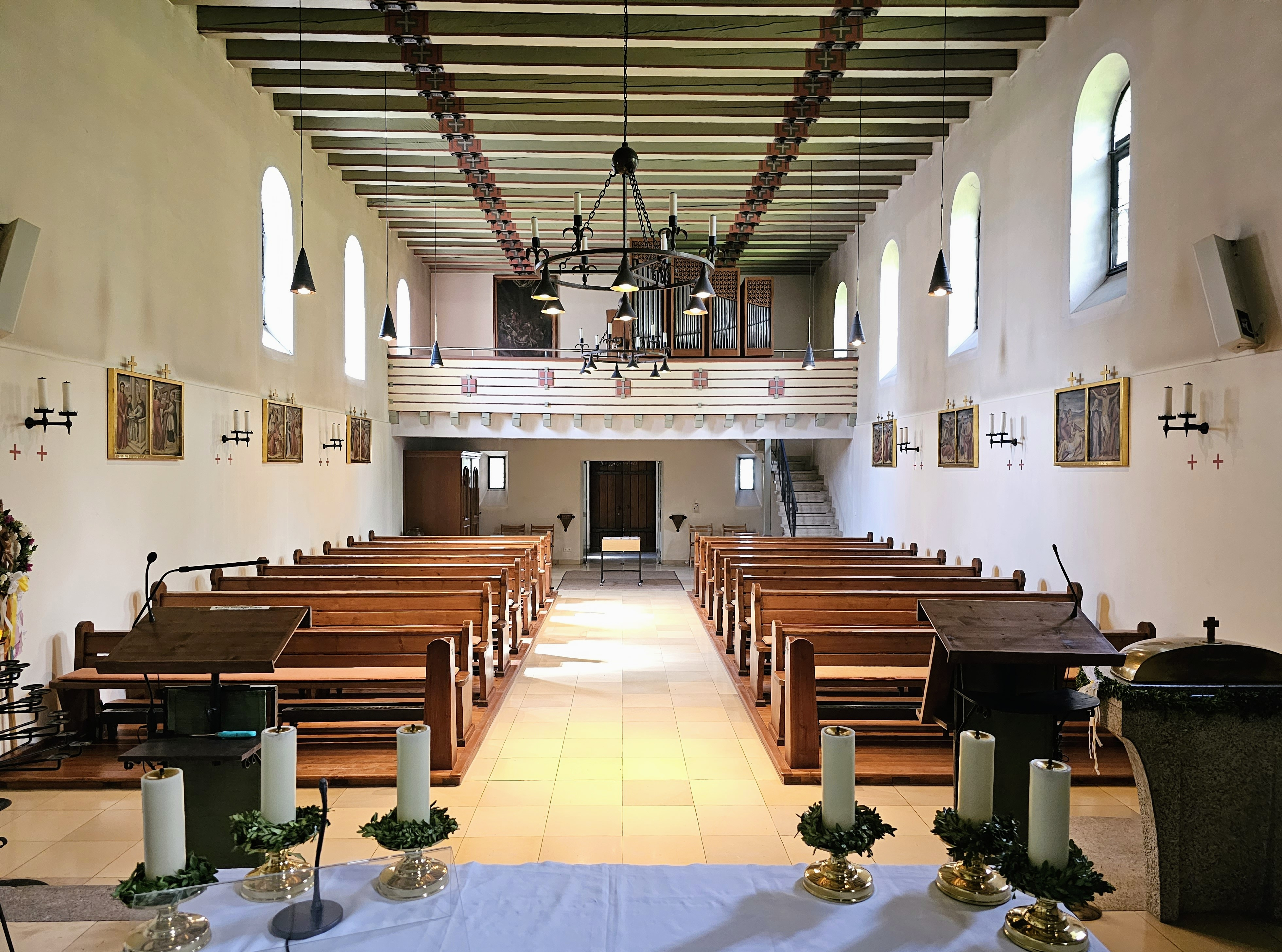
Blick zur Westempore mit Orgel

Die erste und bis heute bestehende Orgel der Kirche löste 1970 die bis dahin genutzten Harmonien ab und steht auf einer eigens dafür errichteten Westempore. Sie stammt von Orgelbaumeister G. Christian Lobback aus Hamburg. Sie hat neun Register auf zwei Manualen und Pedal bei mechanischer Spiel- und Registertraktur.

### Disposition
| I Hauptwerk C–g3 |       |
| 1. Koppelflöte   | 8′    |
| 2. Prinzipal     | 4′    |
| 3. Gemshorn      | 2′    |
| 4. Mixtur IV     | 1 ⁄3′ |

| II Nebenwerk C–g3 |                |
| 5. Gedackt        | 8′             |
| 6. Rohrflöte      | 4′             |
| 7. Prinzipal      | 2′             |
| 8. Terzian II     | 1 3⁄5′ + 1 ⁄3′ |

| Pedal C–f1 |     |
| 9. Subbass | 16′ |

- Koppeln:
  - Normalkoppeln: II/P, I/P, II/I (als Tritte)

## Glocken
Der Turm beherbergt drei Glocken: Die Marien- und die Bonifatiusglocke wurden 1964 bei Hofweber in Regensburg gegossen und ersetzen die beiden zu Kriegszwecken im Zweiten Weltkrieg abgegebenen Vorgängerglocken. Die Josefsglocke, bei Hamm in Regensburg gegossen, ist aus der Vorkriegszeit erhalten. Die Schlagtöne der drei Glocken bilden das Te-Deum-Motiv (kleine Terz, große Sekunde).

## Nutzung
Das Gebäude ist die einzige Kirche der Pfarrei „Maria Immaculata“ Weißenstadt (seit 1951 Expositur, ab 1977 Pfarrkuratie, am 8. Dezember 2001 zur Pfarrei erhoben). Diese ist allerdings Teil einer Pfarreiengemeinschaft mit Kirchenlamitz und Marktleuthen.